# Final Destination 5
Final Destination 5 là một bộ phim kinh dị siêu nhiên năm 2011 của Mỹ do Eric Heisserer viết kịch bản và Steven Quale làm đạo diễn. Bộ phim là phần thứ năm của loạt phim Final Destination. Đây là phần phim trước khi xảy ra tai nạn máy bay Volée Air Flight 180 (Final Destination 1) xuất hiện 2 tuần.

## Nội dung
Sam Lawton (Nicholas D'Agosto) cùng với nhóm đồng nghiệp của mình đi đến công ty trong một chuyến xe buýt thì Sam tình cờ mơ thấy chiếc cầu mà chiếc xe buýt anh đi sẽ ngã xưống cùng mọi người sẽ chết. Anh gọi tất cả đồng nghiệp của anh ra khỏi chuyến xe khi anh vừa tỉnh dậy, anh đã "đánh lừa Thần Chết" cùng tất cả những người ngăn ngừa chuyến xe buýt đó.Kết thúc chuyến đi, từng người từng người chết trong bí ẩn.

## Diễn viên
- Sam Lawton (Nicholas D'Agosto) là người đầu tiên phát hiện ra cảnh chiếc xe buýt sẽ rơi xuống cầu và mọi người đều chết. Anh là người cuối cùng chết nếu không thoát khỏi tai nạn này.
- Molly Harper (Emma Bell) là bạn gái của Sam Lawton, người tin tưởng Sam và cùng Sam phá hủy danh sách Thần Chết ấy. Cô khá may mắn vì cô không chết trong tai nạn này.
- Peter Friedkin (Miles Fisher) là bạn thân của Sam Lawton, anh cũng rất tin tưởng Sam. Anh là bạn trai của Candice Hooper. Anh là người thứ sáu chết nếu không thoát khỏi tai nạn này.
- Candice Hooper (Ellen Wroe) là bạn gái của Peter Friedkin. Cô là người đầu tiên chết nếu không thoát khỏi tai nạn này.
- Olivia Castle (Jacqueline Maclnnes Wood)
- P. J. Byrne trong vai Issac Palmer
- Arlen Escarpeta trong vai Nathan Sears
- David Koechner trong vai Dennis Lapman
- Courtney B. Vance trong vai Đặc vụ Jim Block
- Tony Todd trong vai William Bludworth
- Brent Stait trong vai Roy Carson

## Cái chết
Trong chuyến xe buýt đấy lẽ ra có tám người tử nạn nhưng nhờ Sam cứu thoát. Thứ tự tử nạn là:
- Candice
- Issac
- Olivia
- Nathan
- Dennis
- Peter
- Sam
- Molly

Nhưng nếu trong danh sách Thần Chết có người giết một người khác thì tên người đó sẽ được gạch và sống tiếp

### Candice Hooper
Chết: Gãy xương và quẹo đầu.
Một người cùng tập thể dục dụng cụ cùng với Candice đã giẫm phải cây đinh đổ chậu bột làm bay tứ tung, Candice đang quay lộn thì bột bay vào mắt làm cô mất phương hướng và cuối cùng cô chết vì cong xương.

### Issac Palmer
Chết: Nát đầu.
Khi người phụ nữ châm kim cho anh ta đi ra ngoài bỗng ngọn lửa trên chậu dầu rơi xuống làm cháy, Issac hốt hoảng la lên nhưng không ai nghe anh. Anh từ từ ngồi dậy khỏi bàn mát-xa nhưng nó gãy và làm anh ngã xuống cùng với những cây kim trên người anh. Ngọn lửa càng bùng lên, anh nép vào một góc tường thì dầu lửa lan ra làm anh bỏng chân và chiếc kệ để tượng thần Bồ Đại rơi xuống làm anh bị nát đầu. Một tiếng sau khi Sam, Molly, Nathan và Peter đi đến chỗ mát-xa Trung Quốc cùng những người cảnh sát thì một người đàn ông da đen nói là:
- Các bạn đừng nên lừa dối và chọc giận Thần Chết nếu không số phận của các bạn sẽ rất nghiệt ngã đấy. Còn nữa, khi một người trong danh sách Thần Chết giết một người khác thì tên người đó sẽ bị chuyển xuống sau và sống cuộc sống của người đó.

### Olivia Castle
Chết: Mất mắt, nát mắt và đa chấn thương.
Cô đến một phòng khám mắt,người bác sĩ đưa cho cô một con gấu bông và cho cô lên giường khám. Ông mở mắt cô bằng mộ cái cây giữ mắt. Tình cờ, Olivia giật con mắt của con gấu bông (nó phản lại cái chết của cô sau này). Trước mắt cô là một máy tia la-ze. Khi ông bác sĩ đi vào văn phòng thì máy lọc nước rung lên, làm đổ ly nước mà bác sĩ để trên bình. Nhưng vô tình đổ trúng phích cắm máy la-ze, làm nó bị lỗi. Olivia không thấy ông bác sĩ đâu, vì máy bị lỗi nên kêu lên tiếng bíp bíp làm cô hoảng sợ, cô còn nhìn thấy được một chút trên cái điều khiển cái nút bấm có ghi chữ dừng khẩn cấp nên với tay để lấy nó nhưng cô lỡ tay làm rơi máy điều khiển tia la-ze xuống sàn, bật công tắc máy nên cái máy tia la-ze bật lên chiếu thẳng vào mắt cô. Sam, Molly vừa tới nơi thì Olivia rơi xuống từ cửa sổ. Con mắt của cô lăn ra đường và một chiếc xe đi qua cán lên mắt của cô.

### Roy Carson (can thiệp bởi Nathan Sears)
Chết: Móc cổ.
Khi Nathan gọi cậu nhân viên Roy Carson để nói chuyện việc nhà máy thì cả hai người giằng co, Nathan gần bước vào bậc thang hạ thì anh đưa Roy Carson thế chỗ và cuối cùng anh vô tình giết Roy.

### Dennis Lapman
Chết: Cờ-lê bay vào mặt.
Khi Nathan vô tình giết nhân viên Roy Carson, Sam, Molly và Peter đều đến đó. Peter và Nathan bắt đầu cãi nhau. Sau đó Dennis đến, Molly và Peter hỏi Sam là ai là người tiếp theo chết thì lập tức một cái máy xén gỗ khởi động làm rung chuyển chiếc cờ-lê và làm nó bay vào mặt ông.

### Peter Friedkin, Đặc vụ Jim Block
Chết: Bị đâm vào bụng (Peter)
Bị bắn (Đặc vụ Jim).
Vì còn ấm ức cái chết của Candice nên anh hận thù Sam và Molly. Buổi tối hôm ấy, Sam ở lại nhà hàng và có một cuộc hẹn hò cùng Molly để lập kế hoạch đẩy lùi tên mình ở danh sách Thần Chết. Peter mở cửa vào nhà hàng nói chuyện cùng Sam và Molly. Peter nói anh không nỡ giết những người khác để sống nên anh đẩy Sam vào nhà bếp và tấn công anh ta cùng Molly. Peter định úp mặt Sam vào chảo dầu nhưng Sam đánh trả. Molly cố sức tấn công Peter nhưng không được. Bây giờ Peter đánh Sam bằng những cú đấm liên hoàn. Nghe có tiếng súng, đặc vụ Jim Block vào nhà hàng nhưng ông đã bị Peter bắn chết. Sau đó Molly không thể trốn ở đâu, cô nép vào một góc nhưng Peter đã thấy cô. Anh nói rằng xuống địa ngục nói lời chào với Candice giùm. Peter định đâm chết cô nhưng đã bị Sam dùng một cây xiên đâm chết.

### Molly Harper
Chết: Bị chém thành phân nửa.
Hai tuần sau, cô và Sam cùng đi qua Pháp trên chuyến bay Volée Air Flight 180. Cô và Sam thấy Alexander Chance Browning và Carter Horton (Final Destination) đang có một cuộc ẩu đả. Sau đó họ bị đưa xuống và máy bay cất cánh. Sam vô tình nghe rằng Alex có một giấc mơ kì lạ là chiếc máy bay này sẽ nổ. Sam đột nhiên hoảng hồn và nhìn ra cửa sổ máy bay. Một vụ nổ lớn kinh hoàng diễn ra, một cái cánh máy bay đã nổ, Molly bay theo gió, Sam kéo cô lại nhưng tuột tay mất và cô bị cánh quạt sau chém cô thành phân nửa.

### Sam Lawton
Chết: Nổ.
Khi Molly chết, chiếc máy bay nổ tan tành cùng với Sam.

### Nathan Sears
Chết: Phanh thây.
Cảnh cuối khi Nathan vào quán coffee cùng với một nhân viên thì nhân viên ấy nói là Roy không sống được lâu bởi vì anh ta bị ung thư não. Nathan nhận ra là số phận của anh vẫn còn bị đe dọa thì một bộ phận của chiếc máy bay 180 rơi xuống và làm anh phanh thây. Lúc ấy cánh tay của anh bay vào phía màn hình.